# Équipe de Grèce de rugby à XIII
L'équipe de Grèce de rugby à XIII (en grec moderne : Εθνική ομάδα ράγκμπι λιγκ Ελλάδας) est l'équipe nationale qui représente la Grèce lors des compétitions internationales masculines de rugby à XIII. Elle est placée sous l'égide de la Fédération grecque de Rugby League (en), affiliée à l'International Rugby League.
L'équipe participe à des compétitions internationales depuis 2003. En 2019, elle se qualifie pour la première fois de son histoire pour la Coupe du monde de rugby à XIII, disputée en Angleterre en 2021.

## Histoire
C'est en 2005 que l'équipe nationale de Grèce appelée aussi « Les Τitans » joue un match international en Australie contre Malte avec une défaite de 24 points contre 22 devant près de 6 500 spectateurs. Avant leur départ pour leur premier match historique, l'équipe joue en contre les Fidji au OKI Jubilee Stadium devant 1 103 spectateurs. Fijdi est une équipe qui vient de se qualifier pour la coupe du monde 2008, cette dernière remporte le match sur le score de 34 à 12.
La Grèce joue son premier match international officiel de rugby à XIII, perdu 26-10 contre la Nouvelle-Calédonie en septembre 2003.
Le 28 octobre 2006, la Grèce joue contre la Serbie, et pour la première fois un match international à domicile. Elle joue sans son contingent de Grecs d'Australie et réussit à résister à une équipe serbe favorite. La Grèce gagne 44 à 26 devant 150 spectateurs au stade de Glyka Nera à Athènes. L'équipe était coachée par l'ancien joueur des Western Suburbs Magpies Steve Georgallis. À noter que la fédération grecque prend en charge la plupart des frais de l'équipe visiteuse. Les conditions d'organisation du match sont assez rocambolesques. Dans la mesure où les treizistes louent un terrain au club de football local, ce dernier s'oppose à ce que des marquages supplémentaires soient ajoutés. Les organisateurs doivent donc utiliser de l'eau mélangée à de la farine pour marquer les en-buts et des poteaux en PVC mis par-dessus les cages de football.
La Grèce gagne sa première reconnaissance internationale en rugby à XIII en 2009 durant l'Australian Mediterranean Shield contre l'Italie 34-14 en finale. L'équipe est alors menée par le joueur des Wests Tigers : John Skandalis. Cette performance permet à la Grèce d'intégrer l'histoire du rugby à XIII. C'est la première victoire du pays lors d'un tournoi majeur de rugby à XIII.
Plusieurs projets tentent de mettre sur pied un championnat national, depuis 2007. Le championnat devait débuter depuis Athènes avec quatre clubs membres de la fédération internationale de rugby à XIII. Jusqu'en 2012, le championnat ne peut se mettre en place.
En  juillet 2011, une équipe de « pionniers » joue un match contre une équipe nationale non officielle formée de joueurs des deux clubs de Rhodes.
Fin 2012, l'équipe nationale de Grèce, formée de joueurs grecs d'Australie, gagne le match contre Vanuatu 26-14 devant 3 500 spectateurs.

## 2018: entrée officielle dans les compétitions internationales
L'année 2018 semble être l'année déterminante pour la sélection hellène. Elle survole en effet sa poule de qualification pour la coupe du monde 2021 en battant notamment Malte très largement. À l'approche du championnat du monde des nations émergentes, elle apparaît favorite du tournoi.
Cependant, le tournoi des nations émergentes se révèle décevant, avec une simple place de demi-finaliste. En revanche, seul un match de barrage contre la Norvège en 2019 la sépare de la poule finale de qualification à la Coupe du monde. Si la Grèce joue avec ses heritage players, elle peut espérer battre les Norvégiens, qui disposent d'un faible réservoir de joueurs et d'un banc moins étoffé, et participer à la dernière poule qualificative où elle peut espérer terminer à la deuxième place, ce qui serait suffisant pour se qualifier.
Les Grecs ne font pas dans le détail face aux Scandinaves, qu'ils rencontrent le 18 mai 2019 à Londres, le match étant retransmis en direct par la fédération européenne de rugby à XIII, sur sa chaine youtube. La Grèce bat la Norvège sur le score de 56 à 26, et cela malgré une excellente deuxième mi-temps des Norvégiens qui marquent l'intégralité de leurs points dans cette période.

## 2019: une participation aux éliminatoires menacée?
En 2019, on apprend dans les médias que la qualification de la Grèce pourrait être remise en cause en raison d'un conflit administratif interne au pays. En effet, le rugby à XIII est organisé en deux fédérations, l'une officielle, reconnue par les institutions grecques, la fédération hellène de rugby à XIII (FHRXIII) et l'autre officieuse, l'Association grecque de rugby à XIII (AGRXIII), reconnue par la fédération internationale de rugby à XIII (RLEF). La première a perdu son statut de membre de la RLEF en avril 2016 en raison de son inactivité, la seconde est en revanche reconnue par les instances internationales treizistes en mars 2017 comme membre observateur: elle organise un championnat régulier et dispose d'une sélection pour rencontrer les équipes nationales. Cependant, en raison des actions juridiques entreprises par la fédération officielle, les rencontres de rugby à XIII sont jouées clandestinement, la police étant même intervenue lors d'un match de la Balkan Super League au mois de juin 2018.
Le conflit entre les deux fédérations, qui auraient une origine politique, a commencé en avril 2015 et son absence de résolution d'ici le mois de mai 2019 pourrait empêcher la Grèce de disputer son match éliminatoire face à la Norvège.
Au mois d'aout 2019, la situation n'est toujours pas réglée, ce qui entrainerait le fait que la Grèce ne pourrait pas disputer les éliminatoires de la Coupe du monde sur son sol.
Mais la situation est réglée puisque non seulement la Grèce participe aux éliminatoires en 2019, mais elle réussit à se qualifier pour la première coupe du monde de son histoire : la Coupe du monde de 2021.

## Coupe du monde 2021
La Grèce est versée dans la même poule que les Samoa , la France et l'Angleterre; la poule A.
Mais aucun miracle ne se produit; elle est très largement battue par les Samoa, futures finalistes de la compétition et l'Angleterre, future demi-finaliste.
Le match le plus équilibré qu'elle dispute est face à la France qu'elle perd 12-34.
Pour sa première participation, elle est donc  éliminée au premier tour.

## Joueurs
La liste des joueurs d'origine grecque qui ont brillé dans la discipline est impressionnante: 
- Joshua Kanakis(c) (Cairns Kangaroos)
- James Stosic (Gold Coast Titans)
- Daniel Conn (Sydney Roosters)
- York Antoniou (Sydney Uni)
- Mark Anthony
- Mitch Anthony
- Jesse Argeros (Brothers St Brendans)
- George Gatis (North Queensland Cowboys)
- Andrew Georgiou
- David Georgiou (Penrith Panthers)
- Thomas Giatsos (Lewisham Old Boys)
- Iwi Hauraki (Sydney Roosters)
- David Hartzmarkos (Balmain Tigers)
- Simon Lakis (Sydney Uni)
- Adam Kambouris
- Mitchell Karabatsos
- Michael Korkidas (Wakefield Trinity Wildcats)
- George Kouparitsas
- Clay Chester
- Kosta Kouparitsas (Gungahlin Bulls)
- Nick Kouparitsas (Sydney Roosters)
- Ray Mavroudis (Sydney Bulls)
- Craig Moustakas (Campbelltown Eagles)
- Jackson Nicolau (North Queensland Cowboys)
- Nick Nikitaras (Shellharbour City Marlins)
- Willie Peters
- Stuart Philpot (Shellharbour City Marlins)
- Alex Pattalis (Wentworthville Magpies)
- Jim Pizanias
- Paul Salamakis (Penrith Brothers)
- Petros Thanou (Chester Hill Rhinos)
- Jamie Theoharous (Whitehaven)
- Panayiotis Vardis (Forestville Ferrets)
- Sebastian Vourlas (Balmain Tigers)
- John Skandalis (Wests Tigers)
- Steve Spiliotopoulos
- Richard Varkulis (Widnes Vikings)
- Koz Vorgias
- Jude Wheeler
- Michael Yatras
- Leo Kriketos
- Con Raissis
- Khan Salamakis
- Simon Hristov
- Shane Rolfe (Moss Vale)
- Simeon Alexiadis (UTS Jets)
- Michael Tsougranis (Arncliffe Scotts)
- James kalpaxis (Thirlmere tahmoor roosters RLFC)
- Matt Constantinou (Melbourne Storm)
- Adam Vrahnos (St Johns Eagles)
- Colin Mylonas (Sydney University)

Cependant la relève est assurée car en 2018, le joueur de 17 ans Peter Mamouzelos, s'illustre lors du Championnat du monde de rugby à XIII des nations émergentes 2018, en permettant à son équipe de gagner la troisième place du tournoi, en marquant notamment quatre essais.

## Résultats
- DEC 2012: Grèce 26-14 Vanuatu
- JUI 2008: Grèce 14-12 France (Plate Winners, Student World Cup)
- Oct 2007: Grèce 58-32 Étudiants écossais
- Oct 2006: Grèce 44-26 Serbie
- Oct 2005: Malte 24-22 Grèce
- Oct 2004: Italie 58-14 Grèce
- Mar 2004: Grèce 56-8 Nouvelle Calédonie
- Sep 2003: Italie 26-24 Grèce
- Sep 2003: Grèce 26-10 Nouvelle-Calédonie

## Match officiel
Arbitre
- Dino Vikas